# Мазур, Владимир Борисович
Влади́мир Бори́сович Ма́зур (5 августа 1932, г. Иркутск, СССР — 27 октября 2012, г. Москва, РФ) — советский и российский геолог, заместитель министра геологии РСФСР (1981—1987 гг.), член Российской академии естественных наук. Заслуженный геолог РСФСР.

## Биография
В. Б. Мазур — коренной иркутянин. В 1949 году поступил на работу в Зиминскую геологоразведочную партию Иркутского геологического управления в качестве рабочего. В 1950 году поступил на геологический факультет геологического объединения Иркутского государственного университета по специальности «Геология», который окончил в 1955 году.
В 1955 г. поступил на работу в трест «Востсибнефтегеология», организованный в 1939 году для проведения поисковых и геологоразведочных работ на нефть и газ в Иркутской и Читинской областях, Бурят-Монгольской АССР. Работал в различных партиях Иркутской геолого-поисковой экспедиции в должности старшего геолога и начальника партии, затем в январе 1962 г. был назначен начальником экспедиции. В марте 1962 Иркутской геолого-поисковой экспедицией было открыто Марковское нефтегазоконденсатное месторождение, фактически ставшее первым весомым доказательством наличия промышленных залежей углеводородов в Иркутской области
В 1966 году В. Б. Мазур назначен главным геологом, а в 1967 году — начальником Усть-Кутской нефтеразведочной экспедиции. В 1968 г. перешёл на работу в Восточно-Сибирский научно-исследовательский институт геологии, геофизики и минерального сырья (ВостСибНИИГ и МС).
В 1970 г. В. Б. Мазур перешёл на работу в Переславскую нефтеразведочную экспедицию треста «Ярославнефтегазразведка». Выполнял поисковые работы на нефть и газ в Калининской и Ярославской областях. В декабре 1971 г. был назначен главным геологом Центральной комплексной нефтеразведочной экспедиции, образованной на базе Переславской экспедиции. В 1973 г. возглавил трест «Ярославнефтегазразведка» (коллектив более 3 тыс. человек).
Под руководством В. Б. Мазура регион нефтеразведочных работ треста был существенно расширен. Работы велись не только в районах центральной части России, но и в северо-западной части, в частности в Калининградской области и в Арктической части Крайнего Севера. Важным направлением в работе Владимира Борисовича в этот период стало бурение на архипелаге Шпицберген. Одним из наиболее сложных и ответственных объектов треста стала Кольская сверхглубокая скважина СГ 3, расположенная в г. Заполярный Мурманской области. В. Б. Мазур принимал непосредственное участие в организации работ и обобщении полученных результатов.
18 августа 1981 г. В. Б. Мазур был назначен заместителем министра геологии РСФСР. Ему было поручено координировать работы нефтегазоразведочных предприятий, входящих в структуру Мингео РСФСР.
В 1988—1989 гг., после ликвидации Министерства геологии РСФСР, продолжил работу в Мингео СССР в должности заместителя начальника Главного управления топливно-энергетических ресурсов, возглавляемого A.П. Золотым.
В 1989—1991 гг. В. Б. Мазур возглавлял группу специалистов-геологов в Болгарии в качестве советника председателя Комитета геологии Болгарии.
В 1991—1993 гг. — первый заместитель председателя Госкомитета по социально-экономическому развитию Севера. Также возглавлял представительство администрации Иркутской области и Усть-Ордынского Бурятского национального округа в Москве.
В 1993—1996 гг. — заместитель председателя Комитета Российской Федерации по геологии и использованию недр (Роскомнедра).
В 1996—1999 гг. — заместитель Министра природных ресурсов Российской Федерации по вопросам геологии нефти и газа. Проводил активную работу по освоению месторождений нефти и газа в различных регионах на условиях соглашений о разделе продукции.
В ноябре 1999 года В. Б. Мазур ушёл в отставку с государственной службы в связи с достижением предельного возраста госслужащего.
с 1999 по 2012 г. являлся главным редактором журнала «Разведка и охрана недр»
В 2002—2010 гг. являлся членом президиума и председателем возглавлял Общероссийской общественной организации «Ветеран-геологоразведчик»
С 2010 по 2012 г. являлся Председателем Совета директоров ГНПЦ «Недра»
С 1996 по 2012 г. являлся одним из организаторов и членом региональной общественной организации "Иркутское землячество «Байкал».

## Научная деятельность
В 1967 г. В. Б. Мазур защитил кандидатскую диссертацию на тему «Нефтегазоносность пород нижнего кембрия Восточной части Иркутского амфитеатра» ВНИИГАЗ, после чего ему была присуждена степень кандидата геолого-минералогических наук.
В 1995 г. В. Б. Мазур защитил докторскую диссертацию на тему сверхглубокого бурения.
Академик Российской Академии Естественных Наук, Международной геоэкологической академии, автор более 90 научных статей и 2 монографий, 6 книг мемуаров «Маршруты жизни».

## Награды
- орден Дружбы (1996)
- орден «Знак Почёта» (1981)
- медаль «Ветеран труда» (1985)
- юбилейная медаль «300 лет Российскому флоту» (1996)
- медаль «В память 850-летия Москвы» (1997)
- Почётная грамота Правительства Российской Федерации (28 августа 1997) — за заслуги в развитии геологоразведочной службы и многолетний добросовестный труд
- почётное звание «Заслуженный геолог РСФСР» (1986)
- знак отличия «За заслуги перед Иркутской областью» (2007)[2]
- юбилейная медаль «В память 350-летия Иркутска» (2011)
- нагрудный знак «Почётный ветеран Москвы»